# Nacionalni park Soči
Nacionalni park Soči (ru: Сочинский национальный парк) je nacionalni park koji se nalazi u Zapadnom Kavkazu, pokraj grada Soči, u južnoj Rusiji. Drugi je najstariji nacionalni park u zemlji, a utemeljen je 5. svibnja 1983. godine.

## Karakteristike
Park se prostire na 1.937 četvornih kilometara, te obuhvaća rubne dijelove grada Soči. Graniči s okrugom Tuapsinski, rijekama Šepsi i Magri, te Crnim morem.

## Značajne životinjske vrste
Park je poznat kao stanište perzijskog leoparda. 2009. godine uprava parka oformila je tim koji je imao zadaću dovesti ovu vrstu natrag u granice parka. 2012. godine, dvije jedinke perzijskog leoparda dovedene su iz zoološkog vrta u Lisabonu, a u srpnju 2013. godine dobili su i mladunčad.